# Hatice Sultan
Hatice Sultan  est une princesse ottomane, fille du sultan Sélim Ier et de Ayşe Hafsa Sultan. Elle est la sœur du sultan Soliman le Magnifique. 
Hatice Sultan est née en 1494 ou 1496. D'abord, elle épouse Iskender Pacha mais devient veuve. Puis, selon certains auteurs, elle épouse Pargali Ibrahim Pacha qui est grand vizir depuis 1523. Il reste en fonction jusqu'en 1536 où il est exécuté par le sultan et où ses biens sont confisqués par les autorités. Le couple a deux enfants, avec lesquels ils vivent dans leur palais.

## Biographie

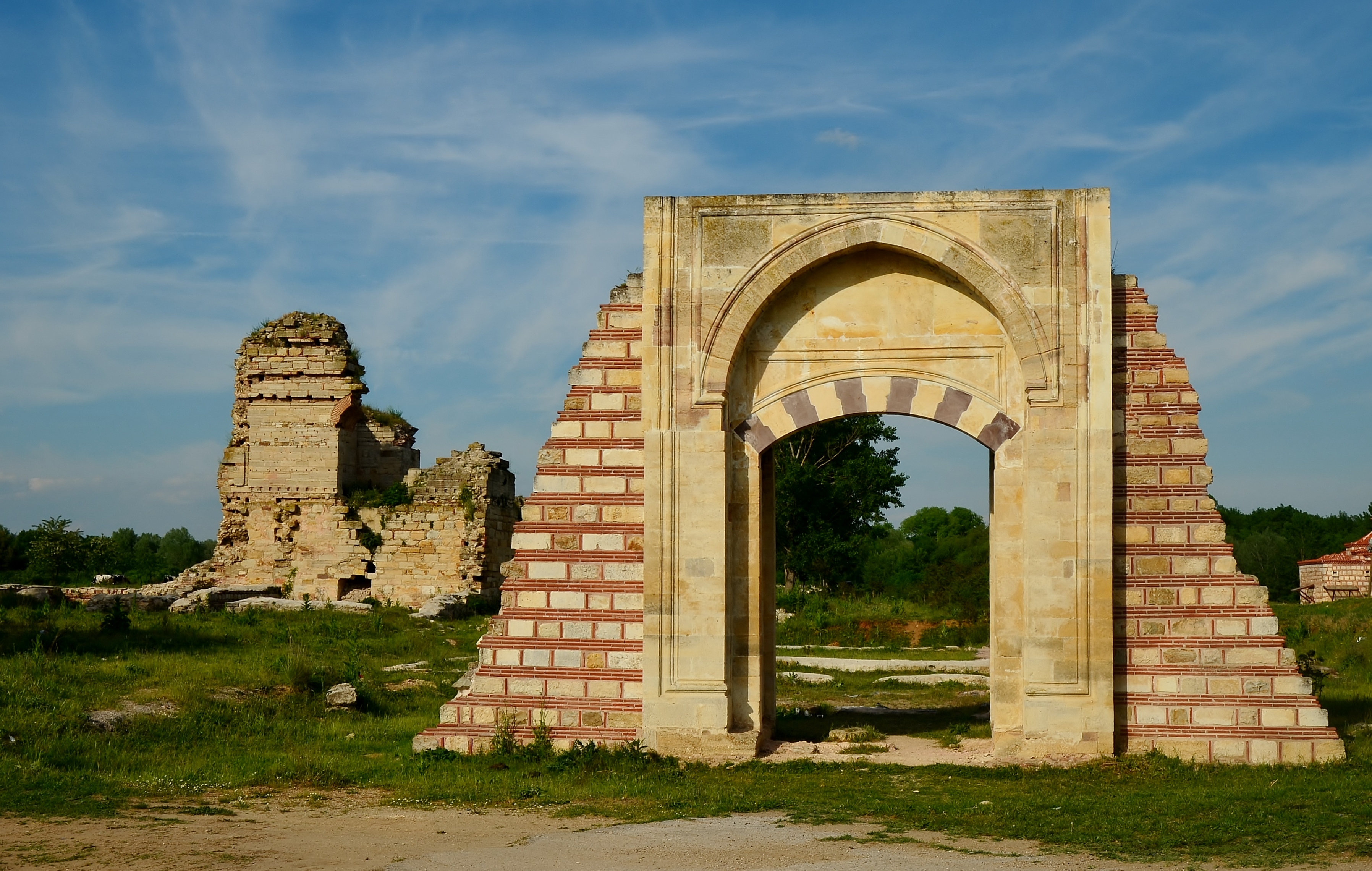
Porte de la Félicité (premier plan) et pavillon panoramique, deux des vestiges conservés du palais ottoman d'Edirne.

La date de naissance de Hatice est inconnue, mais elle est probablement née avant 1494. Elle a peut-être épousé Damad Iskender Pacha en 1509, un gouverneur ottoman et plus tard amiral qui a été exécuté en 1515.
On croyait depuis longtemps que Hatice Sultan avait par la suite épousé le grand vizir Pargalı Ibrahim Pacha. Cependant, à la fin des années 2000, les recherches menées par l'historien Ebru Turan ont révélé que cette affirmation ne reposait pas sur des preuves solides et que de tels mariages n'avaient en fait jamais eu lieu. En conséquence, les historiens s'accordent généralement pour dire qu'Ibrahim a épousé une autre femme, Muhsine Hatun, et non Hatice.

## Émissions TV
Hatice Sultan est incarnée dans la série télévisée turque Muhteşem Yüzyıl par l'actrice germano-turque Selma Ergeç.